# Hainuwele

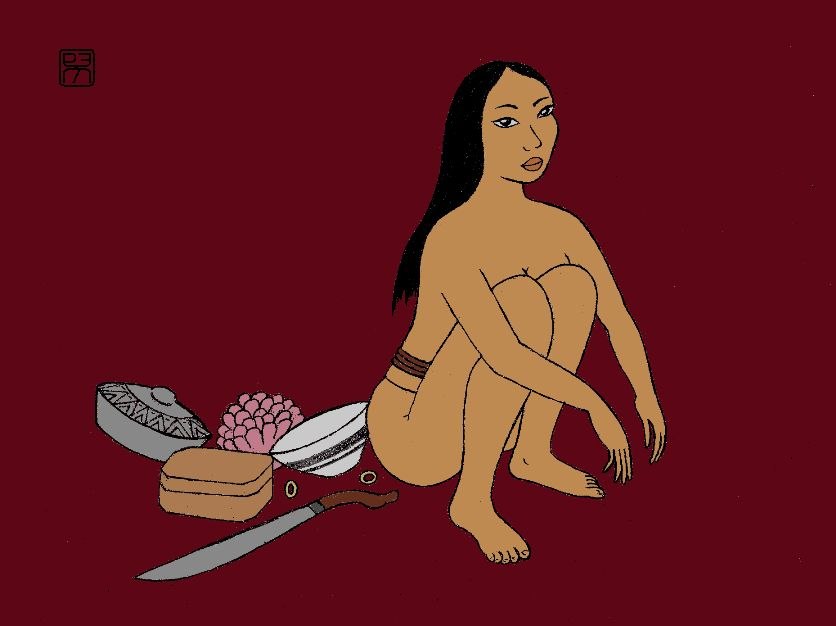
Hainuwele wypróżnia cenne przedmioty

Hainuwele – u Wemalów bogini zamordowana przez istoty pierwotne, z jej ciała Mulua Satene uczyniła bramę, przez którą przeszły wszystkie pierwsze istoty: ludzie, zwierzęta, ptaki lub duchy, z zakopanych zaś części ciała wyrosły rośliny.